# Campeonato da Europa de Atletismo de 2022 - 1500 m masculino
A prova dos 1500 metros masculino do Campeonato da Europa de Atletismo de 2022 foi disputada entre os dias 15 a 18 de agosto de 2022, no Estádio Olímpico de Munique, em Munique na Alemanha. 

## Recordes
Antes desta competição, os recordes mundiais e do campeonato nesta prova eram os seguintes:
|                       | Nome               | Nacionalidade | Tempo     | Local    | Data                |
| --------------------- | ------------------ | ------------- | --------- | -------- | ------------------- |
| Recorde mundial       | Hicham El Guerrouj | Marrocos      | 3m 26s 00 | Roma     | 14 de julho de 1998 |
| Recorde europeu       | Jakob Ingebrigtsen | Noruega       | 3m 28s 32 | Tóquio   | 7 de agosto de 2021 |
| Recorde do campeonato | Fermín Cacho       | Espanha       | 3m 35s 27 | Helsinki | 9 de agosto de 1994 |

Os seguintes recordes foram estabelecidos durante esta competição: 
| Data         | Evento | Atleta             | Nacionalidade | Tempo     | Notas                 |
| ------------ | ------ | ------------------ | ------------- | --------- | --------------------- |
| 18 de agosto | Final  | Jakob Ingebrigtsen | Noruega       | 3m 32s 76 | Recorde do campeonato |

## Medalhistas
| Ouro                     | Prata              | Bronze             |
| Jakob Ingebrigtsen (NOR) | Jake Heyward (GBR) | Mario García (ESP) |

## Cronograma
Todos os horários são locais (UTC+2).
| Data         | Hora  | Evento  |
| ------------ | ----- | ------- |
| 15 de agosto | 20:15 | Bateria |
| 18 de agosto | 21:05 | Final   |

## Resultados

### Bateria
Qualificação: 4 atletas de cada bateria (Q) mais os 4 melhores qualificados (q).
| Posição | Bateria | Atleta               | Nacionalidade | Tempo   | Notas    |
| ------- | ------- | -------------------- | ------------- | ------- | -------- |
| 1       | 2       | Michał Rozmys        | Polónia       | 3:37.36 | Q        |
| 2       | 2       | Pietro Arese         | Itália        | 3:37.95 | Q        |
| 3       | 2       | Mario García         | Espanha       | 3:38.04 | Q        |
| 4       | 2       | Neil Gourley         | Reino Unido   | 3:38.07 | Q        |
| 5       | 2       | Matthew Stonier      | Reino Unido   | 3:38.37 | q        |
| 6       | 2       | Azeddine Habz        | França        | 3:38.47 | q        |
| 7       | 1       | Jakob Ingebrigtsen   | Noruega       | 3:38.48 | Q        |
| 8       | 2       | Andrew Coscoran      | Irlanda       | 3:38.74 | q        |
| 9       | 1       | Ismael Debjani       | Bélgica       | 3:38.96 | Q        |
| 10      | 1       | Ignacio Fontes       | Espanha       | 3:39.00 | Q        |
| 11      | 1       | Gonzalo García       | Espanha       | 3:39.20 | Q        |
| 12      | 1       | Jake Heyward         | Reino Unido   | 3:39.30 | q        |
| 13      | 2       | Christoph Kessler    | Alemanha      | 3:39.32 |          |
| 14      | 1       | Baptiste Mischler    | França        | 3:39.58 |          |
| 15      | 2       | Simas Bertašius      | Lituânia      | 3:40.19 |          |
| 16      | 1       | Charles Grethen      | Luxemburgo    | 3:40.33 |          |
| 17      | 1       | Samuel Pihlström     | Suécia        | 3:40.70 |          |
| 18      | 1       | Luke McCann          | Irlanda       | 3:40.98 |          |
| 19      | 1       | Jan Friš             | Chéquia       | 3:40.99 |          |
| 20      | 2       | Ferdinand Kvan Edman | Noruega       | 3:41.30 |          |
| 21      | 1       | Tarik Moukrime       | Bélgica       | 3:41.46 |          |
| 22      | 2       | Yervand Mkrtchyan    | Armênia       | 3:43.42 |          |
| 23      | 2       | István Szögi         | Hungria       | 3:44.20 |          |
| 24      | 1       | Isaac Nader          | Portugal      | 3:44.59 |          |
| 25      | 2       | Ruben Verheyden      | Bélgica       | 3:44.76 |          |
| 26      | 1       | Mohamed Mohumed      | Alemanha      | 3:45.53 |          |
| 27      | 2       | Filip Sasínek        | Chéquia       | DNF     | DNF      |
| 28      | 1       | Ossama Meslek        | Itália        | DSQ     | TR17.2.2 |

### Final
A final ocorreu no dia 18 de agosto às 21:05.
| Posição           | Atleta             | Nacionalidade | Tempo   | Notas                 |
| ----------------- | ------------------ | ------------- | ------- | --------------------- |
| Medalha de ouro   | Jakob Ingebrigtsen | Noruega       | 3:32.76 | Recorde do campeonato |
| Medalha de prata  | Jake Heyward       | Reino Unido   | 3:34.44 |                       |
| Medalha de bronze | Mario García       | Espanha       | 3:34.88 |                       |
| 4                 | Pietro Arese       | Itália        | 3:35.00 | Recorde pessoal       |
| 5                 | Matthew Stonier    | Reino Unido   | 3:35.97 |                       |
| 6                 | Gonzalo García     | Espanha       | 3:37.40 |                       |
| 7                 | Michał Rozmys      | Polónia       | 3:37.63 |                       |
| 8                 | Neil Gourley       | Reino Unido   | 3:38.40 |                       |
| 9                 | Andrew Coscoran    | Irlanda       | 3:39.91 |                       |
| 10                | Azeddine Habz      | França        | 3:40.92 |                       |
| 11                | Ignacio Fontes     | Espanha       | 3:42.30 |                       |
| 12                | Ismael Debjani     | Bélgica       | 3:43.28 |                       |

Legenda
| Recorde mundial       | Recorde mundial (World record)               |                       | Recorde africano                      | Recorde africano (African) |                                           | Q | Classificado por posição (Qualified) |
| Recorde do campeonato | Recorde do campeonato (Championship record)  | Recorde da América    | Recorde da América (Americas)         | q                          | Classificado por melhor tempo (Qualified) |   |                                      |
| Melhor marca do ano   | Melhor marca do ano (World leading)          | Recorde asiático      | Recorde asiático (Asian)              | DNS                        | Não largou (Did not start)                |   |                                      |
| Recorde nacional      | Recorde nacional (National record)           | Recorde europeu       | Recorde europeu (European)            | DNF                        | Não terminou (Did not finish)             |   |                                      |
| Recorde pessoal       | Recorde pessoal do atleta (Personal best)    | Recorde da Oceania    | Recorde da Oceania (Oceania)          | DSQ / DQ                   | Desclassificado (Disqualified)            |   |                                      |
| Recorde da temporada  | Recorde da temporada do atleta (Season best) | Recorde sul-americano | Recorde sul-americano (South America) | NM                         | Sem marca (No mark)                       |   |                                      |